# Ben Reifel
Ben Reifel o Wiyaka Wanjila (Parmalee, Reserva Rosebud, Dakota del Sud, 19 de novembre de 1906 - 2 de gener de 1990) fou un polític nord-americà. De mare sioux brulé i pare alemany, es crià a la reserva i fou bilingüe anglès-lakota. Estudià bioquímica i va servir a l'exèrcit el 1931. El 1932 va treballar a la BIA, el 1946 en fou superintendent a la reserva de Fort Berthold i el 1954 en la de Pine Ridge. El 1955 fou nomenat director de l'oficina de la BIA d'Aberdeen. Del 1960 al 1971 fou congressista republicà al parlament de Dakota del Nord, i el 1976 fou Comissionat d'afers indis durant l'administració Ford.